# Pseudopythina macandrewi
Pseudopythina macandrewi är en musselart som först beskrevs av P. Fischer 1867.  Pseudopythina macandrewi ingår i släktet Pseudopythina och familjen Lasaeidae. Inga underarter finns listade i Catalogue of Life.